# Невооружённый морской окунь
Невооружённый морской окунь, или темнополосый морской окунь, или токийский морской окунь, или шестнадцатилучевой окунь (лат. Sebastes inermis) — вид морских лучепёрых рыб семейства скорпеновых (Scorpaenidae). Распространён в северо-западной части Тихого океана. 

## Таксономия
Sebastes inermis был впервые официально описан в 1829 году французским зоологом Жоржем Кювье, типовое место обитания — Япония. Вместе с Sebastes ventricosus и Sebastes cheni эти три таксона образуют видовой комплекс и в прошлом рассматривались как один вид. Некоторые специалисты относят этот видовой комплекс к подроду Mebarus. Видовое название inermis означает «безоружный», что указывает на относительно небольшие шипы на его голове.

## Описание
У Sebastes inermis острые слезные шипы, остальные шипы на голове довольно тупые. Хвостовой плавник не сильно выемчатый. Спина и бока тела тёмно-красные или бледно-коричневые. Грудные плавники в опущенном положении заходят за анального отверстия. Грудные плавники состоят из 15 лучей, а анальный плавник — из 7. Общая длина тела до 35,9 см, а самый тяжёлый зарегистрированный экземпляр весил 800 г.

## Распространение и среда обитания
Встречается от южного Хоккайдо на юг до Кюсю, Япония, и южной части Корейского полуострова. Это донная рыба с пелагической молодью, которая живет среди плавающих зарослей морских водорослей.

## Биология
Sebastes inermis питается моллюсками, полихетами, мелкими ракообразныии и мелкой рыбой. Самцы территориальны, занимая участки площадью от 12 до 70 м². 
Живородящие рыбы с внутренним оплодотворением. Спаривание происходит зимой. 
Самец начинает ухаживание, когда самка приближается к его территории, и демонстрирует свои бока с рывками и поворотами, которые часто являются частью ритуала ухаживания. Ухаживание длится около 30 минут, после чего происходит спаривание. Кульминацией становится подъем пары в толщу воды от 1,5 до 2,0 м над морским дном, где самец внезапно обвивается вокруг тела самки для спаривания. Сперма сохраняется внутри самки в течение месяца до оплодотворения икры.

## Хозяйственное значение
Является одним из важнейших объектов рыболовства в Японии, а также выращивается в аквакультуре для удовлетворения рыночного спроса.